# ماد تي في
ماد تي في (بالإنجليزية: Mad TV)‏ هو مسلسل كوميدي تم إنتاجه في الولايات المتحدة. بدأ عرضه في سنة 1995. بلغ عدد مواسم المسلسل 15 موسما، بلغ عدد حلقاته 329 حلقة، وتبلغ مدة الحلقة الواحدة 48 دقيقة. تم بث المسلسل لأول مرة بتاريخ 14 أكتوبر 1995 بينما تم بث آخر حلقة منه بتاريخ 16 مايو 2009 بعد أن استمر لقرابة 14 عاما. من بطولة نيكول باركر، نيكول سوليفان، جوردان بيل، ويل ساسو، كيغان-مايكل كي، جيف ريتشاردز وآيك بارينهولتز. فاز بعدة جوائز إيمي برايم تايم.

## روابط خارجية
- ماد تي في على موقع IMDb (الإنجليزية)
- ماد تي في على موقع ميتاكريتيك (الإنجليزية)
- ماد تي في على موقع روتن توميتوز (الإنجليزية)
- ماد تي في على موقع ميوزك برينز (الإنجليزية)
- ماد تي في على موقع كينوبويسك (الروسية)
- ماد تي في على موقع قاعدة بيانات الفيلم (الإنجليزية)